# Gelis maculatus
Gelis maculatus là một loài tò vò trong họ Ichneumonidae.